# 商学部
商学部（しょうがくぶ）は、大学の学部の一つ。商学の教育、研究がなされる。

## 概要
授与する学位は主に学科ごとに異なる例が多い。学士号が称号の扱いであった当時においては、商学科、商業学科などでは「商学士」、経営学科などでは「経営学士」などが授与されたが、近年学士号が学位に昇格したのにともない、商学科などでは、「学士（商学）」、
経営学科などでは「学士（経営学）」などが主な授与例となっている。
商学部を卒業するなど、商業に関する学科を専攻して学士の学位を取得した者が、1年以上その学科に関する実地経験（商業に関する実務で技術優秀であること）を有する場合には、教育職員検定を経て高等学校教諭一種（商業実習）の普通免許状を取得することも可能となっている（教育職員免許法・別表第五）。学業成績優秀な者は商学部卒業後、大学院にて会計学等を修了し、税理士試験科目免除者となり、商業高校に勤務して簿記や会計学等を講義している。
商学部の教育内容は、商学、マーケティング、簿記、会計学、経営戦略論、経営学、経済学、統計学などが挙げられる。修学における基礎的素養として簿記検定の受験が奨励されている。さらに学習の習熟が進んだ者は国税審議会が行う国家試験である税理士試験や公認会計士・監査審査会が行う国家試験である公認会計士試験を受験している。
卒業後の進路は税務大学校を経て国税専門官となる等が挙げられる。今日、日本では国際貿易の進展著しいため、商学研究の一分野である会計学と国際租税法に関して国際協調（経営戦略論）の観点から、財務省（税務大学校）において官学協力の下、慶應義塾大学大学院商学研究科世界銀行国際租税留学制度等が創設されている。経営学部と近い内容となっている。

## 大学の商学部設置概況
日本国内における創成期の商業学校は、福澤諭吉が設立に関わった商法講習所（現・一橋大学）、三菱商業学校（慶應義塾分校）、桐原捨三（慶應義塾出身）を所長として設立された大阪商業講習所（現・大阪公立大学）が設立され、その後大学へ継承されている。
その後、旧制商科大学が前身の一橋大学・大阪市立大学、旧制高等商業学校単独で新制大学に移行した小樽商科大学の三大学に設置されている。（なお「旧三商大」とは一橋大学、大阪公立大学、神戸大学の三大学を指す。）
商学部・経営学部を設置していない国公立大学では商学・経営学系は経済学部内に学科やコースとして存在している場合が多い。商学・経営学系と経済学系で学部が分かれている大学は商学部か経営学部どちらか一方の学部が設置されているのが通常であるが、私立大学の専修大学、高千穂大学、明治大学、愛知学院大学、名古屋商科大学、大阪学院大学、九州産業大学では商学部と経営学部が設置されており、専修大学を除いて、両学部同じキャンパスにある。
なお、商学士の称号を授与することができた最初の学校・課程は、東京高等商業学校（現・一橋大学）専攻部である。
日本で最も歴史の古い私立大学商学部は1904年に設立された明治大学商学部である。
また、日本で最も古い旧制大学商学部は1920年に公示された大学令の下、1920年2月5日に改めて旧制大学に昇格し設立認可された早稲田大学商学部である（一橋大学は1920年3月31日、明治大学商学部は1920年4月15日、慶應義塾大学商学部は1957年）。学術団体については、戦前は1937年12月24日に設立された日本会計研究学会、日本経営学会。戦後1951年4月21日、日本商業学会が慶應義塾大学経済学部教授向井鹿松を初代会長として設立されたことや、1957年10月日本マーケティング協会、1959年組織学会、1969年日本広告学会、1997年アジア市場経済学会が設立された。ここに挙げたのも本の一例である。

## 高大接続
文部科学省の「高大接続改革」により、商業高等学校から商学部への進学の途が大きく開かれ、大学進学率向上に貢献するようになった。単なる大学受験勉強を離れ、高校・大学教育（高校3年間＋大学4年間＝合計7年間）を通じて社会で生きる力を伸ばす目的から、あらかじめ商業高等学校において、全国商業高等学校協会が主催する9種目の検定で1級（9冠）を目指す等、充分な簿記教育を受け簿記検定等の実務的な資格取得者が推薦入試やAO入試等で進学している。商業高校と大学との連携の流れは、明治時代に設立された簿記講習所以来、日本の商業教育を担ってきた商法講習所や三菱商業学校等のような実社会と学問を横断させる実学教育の系統を汲む。代表的な進学先として慶應義塾大学商学部や一橋大学商学部等があり公認会計士や税理士になっている。全商協会大学特別推薦により、慶應義塾大学（慶應義塾夜間法律科）の流れを汲む専修大学（計理の専修）や明治大学（明治の商科）へ進学されている。また、令和の現在、高大連携としては職業会計人（税理士や公認会計士、企業会計人）等の高度な会計専門職の人材を育成するHaul-A プロジェクト等が著名である。事例として神戸星城高等学校のように国公立大現役合格者数12年連続全国1位（令和4年：国公立大学合格者64名）となる商業高校もある。東京都教育委員会は都立商業高校から大学等への進学に対応したカリキュラムに改定している。偏差値65以下の中学生にとっては、商業高校経由の大学進学は有力な進学コースとなっている。高崎商科大学は日本商工会議所が主催する日商簿記甲子園を日本公認会計士協会、日本税理士会連合会などとともに開催している。簿記・会計学などの商業教育は商業高校生を対象に充実されている。

## 大学入試の多様化
令和の現在、通学制の大学では、一般受験よりも指定校推薦、総合型選抜・学校推薦型選抜・全商協会特別推薦などの入学者が大多数である。商業高校から商学部へ多くの優秀な生徒が進学している。そして、通信教育（オンライン教育）では、日本大学商学部等が一般市民へ高等教育を開放している。また、一般受験のような科目受験を必要としない放送大学や慶應義塾大学通信教育課程等でも商業科目を受講し、商業教育を受けられる。

## 通信制の商学部
通学生と比較して学費が大幅に安くなっている。理由として、理系と異なり、文系は実験設備などの施設を必要ないからである。Eラーニングとスクーリングを併用する教育制度を設けている。スマートフォンによるオンライン学習に特徴がある。
- 日本大学通信教育部商学部商業学科

また、通信教育課程経済学部の中に商学部の講義内容を組み込まれている学校は以下のとおりである。
- 慶應義塾大学通信教育課程経済学部（慶應義塾大学通信教育課程）
- 法政大学通信教育部経済学部商業学科

その他、一般大学の通信教育課程の中でも、商学を学ぶことが出来る。
- 放送大学

## 公認会計士試験の科目免除
商学に属する科目に関する研究により博士の学位を授与された者は、公認会計士・監査審査会に申請することで、短答式試験の全部免除と論文式試験の会計学及び経営学科目の免除を受けられる。博士論文の作成にあたり、日本商業学会等での学会発表、国民経済雑誌（1906年（明治39年）に日本で最初に創刊された経済学・経営学の学術雑誌）をはじめ、一橋商学論叢（一橋大学）や三田商学研究（慶應義塾大学）等へ論文を投稿する。

## ランキング（機関別）
Top 25% Institutions and Economists in Japan（RePEc/IDEAS rankings）は、1位東京大学経済学部、2位政策研究大学院大学、3位慶應義塾大学経済学部、4位神戸大学経済経営研究所、5位京都大学経済研究所、6位経済産業研究所、7位早稲田大学政治経済学部、8位ジェトロ、9位日本銀行、10位大阪大学社会経済研究所、11位京都大学大学院経済学研究科、12位一橋大学大学院経済学研究科・経済学部、13位関西学院大学経済学部、14位一橋大学経済研究所とともに、早稲田大学商学部を15位に、慶應義塾大学商学部を20位にランキング入りさせている。

## 進路
商学（簿記、会計学、経営学等）は多くの資格試験や公務員採用試験の受験科目となっている。下記に代表的な事例を記載する。

### 資格試験
- 公認会計士・監査審査会が行う国家試験である公認会計士試験の受験科目である。また、国税審議会が行う国家試験である税理士試験を受験する者が多い。学部在学中に公認会計士試験や税理士試験の科目合格する者は、大多数が商業高校出身者である。かつては、学部卒業後、会計大学院へ進学し公認会計士を目指したり、税理士試験#試験科目の免除制度利用で院免除を行っていた。現在は国税専門官となり、国税局へ勤務し、勤務年数を実務経験（業務補助等）の期間へ換算される優遇をされながら公認会計士試験受験することが一般的となっている。

### 公務員採用試験
- 準キャリアと位置付けられている財務専門官採用試験の受験科目である。
- 国税専門官採用試験の受験科目である。税務大学校での研修を経て国税専門官となる。国税専門官は勤務年数等の条件を充足すると税理士資格が付与される。

## 奨学金
- 商学部独自の奨学金としては、公認会計士試験受験者を対象としている大野高正奨学金（早稲田大学）、日本大学小澤奨学金（日本大学）などが著名である。
- 令和7年度からは文部科学省の新たな高等教育の修学支援新制度に基づき、日本学生支援機構の奨学金受給のための学業要件が厳格になる。簿記・会計学などで学習の欠損が生じた場合（GPAが所属学部下位1/4で警告要件該当）、奨学金廃止（警告要件2回連続で該当）となりうる。商業高校出身者が普通高校卒業生よりも商業科目の学修面では有利である。奨学金を受け続けるためには一定の学修意欲と学修成果が求められる。

## 社会との関わり
- 財務省関税局（『税関教室』等）、国税庁（『租税教室』、国税局、税務署でのインターンシップ、職場説明会等）
- 公正取引委員会（『独占禁止法教室』）

## 商学部を置く大学

### 国際認証校
- 名古屋商科大学（AACSB認証）日本語・英語
- 一橋大学（AACSB認証）日本語

### 国立
※「商学部」を置く大学
- 小樽商科大学
- 一橋大学

### 公立
※「商学部」を置く大学
- 大阪公立大学

※「商学部」に類する学部を置く大学
- 横浜市立大学（国際商学部） - 2019年4月開設

### 私立
※「商学部」を置く大学
| 北海道 - 函館大学 - 北海商科大学 関東 - 慶應義塾大学 - 専修大学 - 高崎商科大学 - 高千穂大学 - 拓殖大学 - 中央大学 - 中央学院大学 - 東京国際大学 - 日本大学 - 明治大学 - 横浜商科大学 - 早稲田大学 | 中部 - 愛知学院大学 - 名古屋学院大学 - 名古屋商科大学 近畿 - 大阪学院大学 - 関西大学 - 関西学院大学 - 同志社大学 - 流通科学大学 中国 - 広島修道大学 九州 - 九州産業大学 - 熊本学園大学 - 久留米大学 - 西南学院大学 - 福岡大学 |

### 中華圏
- 北京大学
- 北京外国語大学
- 香港大学

### かつて商学部が存在した大学
- 札幌学院大学：商学部を経営学部に改組（2009年）
- 岡山商科大学：商学部を経営学部に改組（2009年）
- 山梨学院大学：商学部を現代ビジネス学部に改称（2007年）、現代ビジネス学部を経営学部に改称（2019年）
- 横浜市立大学：商学部・国際文化学部・理学部を統合し国際総合科学部に改組（2005年）、国際総合科学部を再編し国際商学部・国際教養学部・理学部に改組（2019年）
- 中京大学：商学部の募集を停止し総合政策学部を設置（2005年）
- 八戸学院大学：商学部をビジネス学部に改称（2004年）
- 上武大学：商学部をビジネス情報学部に改組（2002年）
- 奈良県立商科大学（現・奈良県立大学）：商学部を地域創造学部に改組（2001年）
- 名城大学：商学部の募集を停止し経営学部と経済学部を設置（2000年）
- 大阪学院大学：商学部商学科を流通科学部流通科学科に、商学部経営学科を経営科学部経営科学科に改組した（1994年）が、流通科学部流通科学科は商学部商学科に名称変更し（2014年）、再び設置された
- 北九州大学（現・北九州市立大学）：商学部を経済学部に改組（1993年）
- 亜細亜大学：商学部を経営学部に改組（1970年）
- 千葉商科大学：商学部を商経学部に改組（1955年）
- 青山学院大学：商学部を経済学部に改組（1953年）
- 日本商科大学（善隣大学）：日本商科大学が閉校（1950年）
- 立教大学：商学部を経済学部に改組（1931年）